# Last Hope (Anime)
Last Hope, también llamada Unit Pandora (en chino: 重神机潘多拉; en japonés: 重神機パンドーラ) es una serie de televisión de anime japonesa-china producida y animada por Satelight y Xiamen Skyloong Media. Es creado y dirigido por Shōji Kawamori junto con Hidekazu Sato y escrito por Toshizō Nemoto. Se estrenó en Netflix en Japón el 29 de marzo de 2018 con una transmisión televisiva local en Tokio MX y sus estaciones afiliadas el 4 de abril de 2018. Un lanzamiento mundial a través de Netflix se lanzó el 15 de septiembre de 2018. 

## Personajes
Leon Lau (レオン・ラウ Reon Rau?)
Seiyū: Tomoaki Maeno
Descrito como un científico brillante pero desterrado. Fue una figura central en la crisis de Xianglong. Vive con Chloe en el desierto a las afueras de Neo Xianglong después del incidente.
Chloe Lau (クロエ・ラウ Kuroe Rau?)
Seiyū: Nao Tōyama
Descrita como la "hermana pequeña" que apoya a Leon. Ella vive con Leon después de su destierro de Neo Xianglong. Aunque no están relacionados por la sangre, ella piensa en él como un hermano mayor.
Doug Horvat (ダグ・ホーバット Dagu Hōbatto?)
Seiyū: Kenjiro Tsuda
Descrito como un francotirador que ama a las mujeres y los gatos, Doug estaba terminando una tarea en Xianglong cuando la "Crisis de Xianglong" golpeó y convirtió su vida en una tragedia. Siete años después, Doug trabaja como cazarrecompensas. Aunque es un "creador de ánimo" amigable y hablador, cuando mira hacia abajo con el alcance de su rifle, Doug tiene los ojos fríos de una bestia.
Queenie Yoh (クイニー・ヨウ Kuinī Yō?)
Seiyū: Kana Hanazawa
Descrita como una bella guerrera que lo ha perdido todo, Queenie Yoh estudió previamente el estilo de artes marciales "Puño del Dios del Cielo" en un dojo en las montañas. Cuando llegó la "Crisis de Xianglong", no pudo proteger a sus amigos, y ahora Queenie viaja por el mundo como cazadora de recompensas en busca de los objetos de su venganza.
Gren Din (グレン・ディン Guren Din?)
Seiyū: Yūma Uchida
Cain Ibrahim Hasan (ケイン・イブラヒーム・ハサン Kein Iburahīmu Hasan?)
Seiyū: Unsho Ishizuka (EP1-25), Tessho Genda (EP26)
Cecile Sue (セシル・スー Seshiru Sū?)
Seiyū: Ai Kayano
Jay Yun (ジェイ・ユン Jei Yun?)
Seiyū: Yūichiro Umehara
Mr. Gold / David Kin (Mr.ゴールド / デビット・キン Misutā Gōrudo / Debitto Kin?)
Seiyū: Nobuyuki Hiyama
Sieg (ジーク Jīku?)
Seiyū: Yūichi Nakamura
Hao Wang (ハオ・ワン Hao Wan?)
Seiyū: Takayuki Kondō
Fau (フォー Fō?)
Seiyū: Kaito Ishikawa
Lon Woo (ロン・ウー Ron Ū?)
Seiyū: Akira Ishida
Fiona Sue (フィオナ・スー Fiona Sū?)
Seiyū: Mamiko Noto
Edgar Kin (エドガー・キン Edogā Kin?)
Seiyū: Joji Nakata
Emilia Valli (エミリア・ヴァリ Emiria Vari?)
Seiyū: Asami Seto

## Medios de comunicación

### Manga
Se anunció una adaptación de manga precuela y un spin-off de tankōbon. El manga precuela, titulado Jūshinki Pandora 0, se serializa en el sitio web de Pixiv.

### Anime
El 17 de octubre de 2017, se anunció que se había revelado que el último proyecto de Shoji Kawamori era un anime de televisión original. La serie está dirigida por Shoji Kawamori y Hidekazu Sato y presenta animación de Satelight. Toshizō Nemoto está escribiendo la serie. Risa Ebata proporciona diseños de personajes para la serie. El tema de apertura es "Sirius" y el tema final es "Spica"; ambos son realizados por Bump of Chicken. Las canciones "New Generation" y "Meteor" de Shiena Nishizawa y la canción "Kanashimi to Tomo ni" (悲しみと共に With Sorrow?) de Megumi Nakajima se utilizan como temas de inserción en la serie.